# گیگانتوپیتکوس
گیگانتوپیتکوس (نام علمی: Gigantopithecus) یا غول‌میمون، بزرگ‌ترین میمون‌سان شناخته‌شده تاریخ می‌باشد.
نخستین بار نزدیک به ۸۰ سال پیش، یک انسان‌شناس هلندی به نام گوستاو هاینریش رالف، دندانی غول‌آسا و مشابه دندان‌های انسان را در داروخانه‌ای در هنگ کنگ کشف کرد، و جانوری را که روزگاری صاحب آن دندان بود، گیگانتوپیتکوس نامید.
از آن روز تاکنون، هزاران دندان بزرگ‌تر و همچنین سه استخوان فک در آسیای جنوبی پیدا شده‌است. این مدارک نشان می‌دهند که وقتی گیگانتوپیتکوس سر پا می‌ایستاد، قدش به سه متر می‌رسید، و وزنی بالغ بر ۵۰۰ کیلوگرم داشته (قد و قواره‌ای که آن را تبدیل به بزرگ‌ترین میمون تاریخ کرده‌است).
اما کسی به درستی نمی‌داند که چرا نسل این غول‌میمون‌ها که احتمالاً هم خانواده اورانگوتان بوده، منقرض شده‌است.
آخرین فسیلها و استخوان‌های این موجود در ۱۰۰٬۰۰۰ سال پیش کشف شده‌است. پس می‌توان او را هم‌دوره با انسان‌های خردمند یا انسان‌های امروزی دانست.
محل زندگی این موجود در چین بوده و غذای اصلی آن گیاهان و بامبو بوده‌است. دلیل انقراض این موجود کاملاً معلوم نیست اما بعضی از دانشمندان آن را تغییر اب و هوا و تغییر مواد غذایی می‌دانند

## تشابه با یتی
بعضی‌ها او را به دلیل قد وزن و اندازه مشابه یتی و او را هم خانواده با یتی می‌دانند که در هیمالیا زندگی می‌کند، هر چند مدرک موثقی برای اثبات یتی وجود ندارد و غیرممکن است که این موجود با این اندازه و وزن در کوه‌های هیمالیا که مواد غذایی کافی ندارد، زنده مانده باشد.

اندازه گیگانتوپیتکوس در مقابل ادم